# Cầu mây tại Đại hội Thể thao Đông Nam Á 2015
Cầu mây tại Đại hội Thể thao Đông Nam Á năm 2015 được tổ chức tại EXPO Hall 1, Singapore từ ngày 6 đến 15 tháng 6, gồm sáu nội dung truyền thống cho cả nam và nữ: regu nam, regu nữ, đôi nam, đôi nữ, regu đồng đội nam và regu đôi nam.
Chinlone, từng được giới thiệu lần đầu tại SEA Games 2013 ở Myanmar, đã được gộp chung vào môn cầu mây tại Đại hội Thể thao Đông Nam Á 2015. Chỉ có 4 nội dung Chinlone dành cho nam được tổ chức thi đấu.

## Quốc gia tham dự
Có tổng cộng 173 vận động viên đến từ 10 quốc gia tham dự môn cầu mây tại SEA Games 28:
- Brunei (8)
- Campuchia (16)
- Indonesia (19)
- Lào (18)
- Malaysia (23)
- Myanmar (25)
- Philippines (8)
- Singapore (17)
- Thái Lan (31)
- Việt Nam (8)

## Lịch trình thi đấu
Dưới đây là lịch trình thi đấu của cầu mây và chinlone
| P | Vòng loại | ½ | Bán kết | F | Chung kết |

| Nội dung↓/Ngày→ | 8/6 | 9/6 | 10/6 | 11/6 | 12/6 | 13/6 | 13/6 | 13/6 | 14/6 | 15/6 | 15/6 |
| --------------- | --- | --- | ---- | ---- | ---- | ---- | ---- | ---- | ---- | ---- | ---- |
| Regu nam        |     |     |      |      | P    | P    | ½    | F    |      |      |      |
| Regu nữ         |     |     |      |      | P    | P    | ½    | F    |      |      |      |
| Đôi nam         |     |     |      |      |      |      |      |      | P    | ½    | F    |
| Đôi nữ          |     |     |      |      |      |      |      |      | P    | ½    | F    |
| Đồng đội nam    | P   | P   |      |      |      |      |      |      |      |      |      |
| Đội đôi nam     |     |     | P    | P    | P    |      |      |      |      |      |      |

| Nội dung↓/Ngày→                | 6/6 | 6/6 | 7/7 | 7/7 |
| ------------------------------ | --- | --- | --- | --- |
| Men's non-repetition primary   |     |     | P   | F   |
| Men's same stroke              |     |     | P   | F   |
| Men's linking                  | P   | F   |     |     |
| Men's non-repetition secondary | P   | F   |     |     |

## Tóm tắt kết quả

### Nam
| Nội dung                 | Vàng | Bạc | Đồng |
| ------------------------ | --- | --- | --- |
| Regu                     | Malaysia (MAS) · Farhan Adam · Mohd Hanafiah Dolah · Mohd K. Zaman Hamir Akhbar · Ahmad Aizat Mohd Nor Azmi · Mohammad Syahir Mohd Rosdi | Singapore (SIN) · Mohamad Farhan Amran · Muhammad Asri Aron · Muhammad Hafiz Ja'afar · Muhammad A'fif Safiee · Muhammad Yassin Suhaimi | Lào (LAO) · Kantana Nanthisen · Souktula Phouthavong · Lamphoun Sengsouvanh · Senganh Sengvanh · Noum Souvannalith |
| Regu                     | Malaysia (MAS) · Farhan Adam · Mohd Hanafiah Dolah · Mohd K. Zaman Hamir Akhbar · Ahmad Aizat Mohd Nor Azmi · Mohammad Syahir Mohd Rosdi | Singapore (SIN) · Mohamad Farhan Amran · Muhammad Asri Aron · Muhammad Hafiz Ja'afar · Muhammad A'fif Safiee · Muhammad Yassin Suhaimi | Philippines (PHI) · John John Bobier · Rhemwll Catana · Ronsited Gabayeron · John Jeffrey Morcillos · Regle Reznan Pabriga |
| Đồng đội                 | Thái Lan (THA) · Anuwat Chaichana · Siriwat Sakha · Thawisak Thongsai · Pornchai Kaokaew · Panupong Petlue · Yupadee Pattarapong · Thanawat Chumsena · Somporn Jaisinghol · Assadin Wongyota · Sittipong Khamchan · Kritsanapong Nontakote · Sahachat Sakhoncharoen | Malaysia (MAS) · Ahmad Aizat Mohd Nor Azmi · Mohd Safarudin Abu Bakar · Mohamad Azlan Alias · Mohd K. Zaman Hamir Akhbar · Mohd Zamree Mohd Dahan · M. Nazmi Mohd Najib · Mohd Hanafiah Dolah · Farhan Adam · Muhammad Hairul Hazizi Haidzir · Zuleffendi Sumari · Mohammad Syahir Mohd Rosdi · Muhammad Zaim Razali | Indonesia (INA) · Saiful Rizal · Muhammad Herson Saiful · Dedi Setyawan · Hendra Pago · Darmawan · Victoria Eka Prasetyo · Muhammad Ruswan Wajib · Nofrisal · Andi Try Sandi · Risky Abdul Rahman Pago · Syamsul Akmal · Syafiudin                                                                                      |
| Đồng đội                 | Thái Lan (THA) · Anuwat Chaichana · Siriwat Sakha · Thawisak Thongsai · Pornchai Kaokaew · Panupong Petlue · Yupadee Pattarapong · Thanawat Chumsena · Somporn Jaisinghol · Assadin Wongyota · Sittipong Khamchan · Kritsanapong Nontakote · Sahachat Sakhoncharoen | Malaysia (MAS) · Ahmad Aizat Mohd Nor Azmi · Mohd Safarudin Abu Bakar · Mohamad Azlan Alias · Mohd K. Zaman Hamir Akhbar · Mohd Zamree Mohd Dahan · M. Nazmi Mohd Najib · Mohd Hanafiah Dolah · Farhan Adam · Muhammad Hairul Hazizi Haidzir · Zuleffendi Sumari · Mohammad Syahir Mohd Rosdi · Muhammad Zaim Razali | Singapore (SIN) · Mohtar Umar Mohammad · Muhammad Danial Feriza Padzli · Mohamad Faizal Md Saad · Muhammad Magrib Ibrahim · Muhammad Farhan Aman · Asfandi Bin Ja'al · Muhammad A'fif Safiee · Muhammad Yassin Suhaimi · Muhammad Asri Aron · Muhammad Hafiz Ja'afar · Mohamad Farhan Amran · Muhammad Iqmal Khasbullah |
| Đôi                      | Myanmar (MYA) · Zaw Zaw Aung · Zaw Latt · Aung Myo Swe | Philippines (PHI) · Emmanuel Escote · Jason Huerte · Rheyjey Ortouste | Lào (LAO) · Kantana Nanthisen · Lamphoun Sengsouvanh · Noum Souvannalith |
| Đôi                      | Myanmar (MYA) · Zaw Zaw Aung · Zaw Latt · Aung Myo Swe | Philippines (PHI) · Emmanuel Escote · Jason Huerte · Rheyjey Ortouste | Singapore (SIN) · Mohamad Farhan Amran · Asfandi Bin Ja'al · Muhammad A'fif Safiee |
| Đội đôi                  | Thái Lan (THA) · Anuwat Chaichana · Suwicha Tala · Pornchai Kaokaew · Panupong Petlue · Yupadee Pattarapong · Assadin Wongyota · Seksan Tubtong · Pornthep Wapisiri · Sahachat Sakhoncharoen                                                                        | Myanmar (MYA) · Aung Ko Oo · Zaw Zaw Aung · Thant Zin Oo · Aung Myo Swe · Zaw Latt · Myo Myint Zaw · Wai Lin Aung · Aung Pyah Tun · Kyaw Soe Win | Indonesia (INA) · Saiful Rizal · Herson Saiful Muhammad · Hendra Pago · Victoria Eka Prasetyo · Muhammad Ruswan Wajib · Nofrisal · Risky Abdul Rahman Pago · Syamsul Akmal · Syafiuddin |
| Đội đôi                  | Thái Lan (THA) · Anuwat Chaichana · Suwicha Tala · Pornchai Kaokaew · Panupong Petlue · Yupadee Pattarapong · Assadin Wongyota · Seksan Tubtong · Pornthep Wapisiri · Sahachat Sakhoncharoen                                                                        | Myanmar (MYA) · Aung Ko Oo · Zaw Zaw Aung · Thant Zin Oo · Aung Myo Swe · Zaw Latt · Myo Myint Zaw · Wai Lin Aung · Aung Pyah Tun · Kyaw Soe Win | Singapore (SIN) · Mohamad Faizal Md Saad · Muhammad Magrib Ibrahim · Muhammad Farhan Aman · Asfandi Bin Ja'al · Muhammad A'fif Safiee · Muhammad Yassin Suhaimi · Muhammad Asri Aron · Muhammad Hafiz Ja'afar · Mohamad Farhan Amran                                                                                    |
| Non-Repetition Primary   | Thái Lan (THA) · Khanawut Rungrot · Witsarut Srisawat · Eekkawee Ruenphara · Thongchai Sombatkerd · Noppadon Kongthawthong · Komin Naonon · Kamol Prasert · Pongphan Obthom                                                                                         | Malaysia (MAS) · Mohammad Kamal Azmi · Mohamad Azlan Alias · Mohammad Arif · Mohd Nazuha Mohd Nadzi · Muhammad Zaim Razali · Amirul Zazwan Amir · Ab Muhaimi Che Bongsu · M. Fazil Mohd Asri | Brunei (BRU) · Ismail Ang · Mohammad Hafizzudin Jamaludin · Jamaludin Awang Haji Marzi · Nur Alimin Sungoh · Mohammad Sukri Jaineh · Zatie Hidayat Saidi · Humaidi Brahim · Muhammad Basyiruddin Haji Kamis |
| Non-Repetition Primary   | Thái Lan (THA) · Khanawut Rungrot · Witsarut Srisawat · Eekkawee Ruenphara · Thongchai Sombatkerd · Noppadon Kongthawthong · Komin Naonon · Kamol Prasert · Pongphan Obthom                                                                                         | Malaysia (MAS) · Mohammad Kamal Azmi · Mohamad Azlan Alias · Mohammad Arif · Mohd Nazuha Mohd Nadzi · Muhammad Zaim Razali · Amirul Zazwan Amir · Ab Muhaimi Che Bongsu · M. Fazil Mohd Asri | Singapore (SIN) · Eddy Nor Shafiq Sahari · Mohammad Abdul Kahar · M. Elhazeeq Mohmed Ulhaq · Raihan Alladin · Muhammad Izwandy Zamri · Nor Irsharuddin Ikhsan · Mohamad Faisal Md Saad · Muhammad Iqmal Khasbullah |
| Same Stroke              | Myanmar (MYA) · Kyaw Soe Moe · Kyaw Moe Tun · Aung Naing Phyo · Lwin Phyo Win · Aung Myo Myint · Myo Zaw Oo · San Lwin Oo · Myo Min Thu | Thái Lan (THA) · Khanawut Rungrot · Witsarut Srisawat · Eekkawee Ruenphara · Thongchai Sombatkerd · Noppadon Kongthawthong · Komin Naonon · Kamol Prasert · Pongphan Obthom | Brunei (BRU) · Ismail Ang · Mohammad Hafizzudin Jamaludin · Jamaludin Awang Haji Marzi · Nur Alimin Sungoh · Mohammad Sukri Jaineh · Zatie Hidayat Saidi · Humaidi Brahim · Muhammad Basyiruddin Haji Kamis |
| Same Stroke              | Myanmar (MYA) · Kyaw Soe Moe · Kyaw Moe Tun · Aung Naing Phyo · Lwin Phyo Win · Aung Myo Myint · Myo Zaw Oo · San Lwin Oo · Myo Min Thu | Thái Lan (THA) · Khanawut Rungrot · Witsarut Srisawat · Eekkawee Ruenphara · Thongchai Sombatkerd · Noppadon Kongthawthong · Komin Naonon · Kamol Prasert · Pongphan Obthom | Singapore (SIN) · Eddy Nor Shafiq Sahari · Mohammad Abdul Kahar · M. Elhazeeq Mohmed Ulhaq · Raihan Alladin · Muhammad Izwandy Zamri · Nor Irsharuddin Ikhsan · Mohamad Faisal Md Saad · Muhammad Iqmal Khasbullah |
| Linking                  | Campuchia (CAM) · Ung Narith · Treung Ly · Ream Sokphearom · Cheat Khemrin · Heng Rawut · Chin Sovannarith · Nang Sopheap · Sopheak Johnny | Lào (LAO) · Saikham · Viengnakhone Kitnaly · Chanthalak Chanthavong · Vixay Phommavongsa · Yothin Sombatphouthone · Phitthisanh Bounpaseuth · Viriyan Sombatphouthone · Thienphachanh Bounyong | Malaysia (MAS) · Mohammad Kamal Azmi · Mohamad Azlan Alias · Mohammad Arif · Mohd Nazuha Mohd Nadzi · Muhammad Zaim Razali · Amirul Zazwan Amir · Ab Muhaimi Che Bongsu · M. Fazil Mohd Asri |
| Linking                  | Campuchia (CAM) · Ung Narith · Treung Ly · Ream Sokphearom · Cheat Khemrin · Heng Rawut · Chin Sovannarith · Nang Sopheap · Sopheak Johnny | Lào (LAO) · Saikham · Viengnakhone Kitnaly · Chanthalak Chanthavong · Vixay Phommavongsa · Yothin Sombatphouthone · Phitthisanh Bounpaseuth · Viriyan Sombatphouthone · Thienphachanh Bounyong | Singapore (SIN) · Eddy Nor Shafiq Sahari · Mohammad Abdul Kahar · M. Elhazeeq Mohmed Ulhaq · Raihan Alladin · Muhammad Izwandy Zamri · Nor Irsharuddin Ikhsan · Mohamad Faisal Md Saad · Muhammad Iqmal Khasbullah |
| Non-Repetition Secondary | Myanmar (MYA) · Kyaw Soe Moe · Kyaw Moe Tun · Aung Naing Phyo · Lwin Phyo Win · Aung Myo Myint · Myo Zaw Oo · San Lwin Oo · Myo Min Thu | Lào (LAO) · Saikham · Viengnakhone Kitnaly · Chanthalak Chanthavong · Vixay Phommavongsa · Yothin Sombatphouthone · Phitthisanh Bounpaseuth · Viriyan Sombatphouthone · Thienphachanh Bounyong | Campuchia (CAM) · Ung Narith · Treung Ly · Ream Sokphearom · Cheat Khemrin · Heng Rawut · Chin Sovannarith · Nang Sopheap · Sopheak Johnny |
| Non-Repetition Secondary | Myanmar (MYA) · Kyaw Soe Moe · Kyaw Moe Tun · Aung Naing Phyo · Lwin Phyo Win · Aung Myo Myint · Myo Zaw Oo · San Lwin Oo · Myo Min Thu | Lào (LAO) · Saikham · Viengnakhone Kitnaly · Chanthalak Chanthavong · Vixay Phommavongsa · Yothin Sombatphouthone · Phitthisanh Bounpaseuth · Viriyan Sombatphouthone · Thienphachanh Bounyong | Singapore (SIN) · Eddy Nor Shafiq Sahari · Mohammad Abdul Kahar · M. Elhazeeq Mohmed Ulhaq · Raihan Alladin · Muhammad Izwandy Zamri · Nor Irsharuddin Ikhsan · Mohamad Faisal Md Saad · Muhammad Iqmal Khasbullah |

### Nữ
| Nội dung | Vàng | Bạc                                                                                                 | Đồng |
| -------- | --- | --------------------------------------------------------------------------------------------------- | --- |
| Regu     | Thái Lan (THA) · Kaewjai Pumsawangkaew · Fueangfa Praphatsarang · Sasiwimol Janthasit · Wanwisa Jankaen · Wiphada Chitphuan | Myanmar (MYA) · Zar Ei Thin · Myint Nant Yin Yin · Nyunt Thin Zar Soe · Htut Kay Zin · Htwe Nwe Nwe | Malaysia (MAS) · Siti Norzubaidah Che Abdul Wahab · Elly Syahira Rosli · Nurul Izzatul Hikmah Md Zulkifli · Nor Farhana Ismail · Siti Nor Suhaida Jafri |
| Regu     | Thái Lan (THA) · Kaewjai Pumsawangkaew · Fueangfa Praphatsarang · Sasiwimol Janthasit · Wanwisa Jankaen · Wiphada Chitphuan | Myanmar (MYA) · Zar Ei Thin · Myint Nant Yin Yin · Nyunt Thin Zar Soe · Htut Kay Zin · Htwe Nwe Nwe | Việt Nam (VIE) · Lê Thị Thắm · Dương Thị Xuyến · Bùi Thị Hải Yến · Giáp Thị Hiền · Trần Thị Thu Hoài                                                    |
| Đôi      | Thái Lan (THA) · Masaya Duangsri · Somruedee Pruepruk · Payom Srihongsa                                                     | Myanmar (MYA) · Kyu Kyu Thin · Phyu Phyu Than · Khin Hnin Wai                                       | Lào (LAO) · Norkham Vongxay · Koy Xayavong · Nouandam Volabouth                                                                                         |
| Đôi      | Thái Lan (THA) · Masaya Duangsri · Somruedee Pruepruk · Payom Srihongsa                                                     | Myanmar (MYA) · Kyu Kyu Thin · Phyu Phyu Than · Khin Hnin Wai                                       | Việt Nam (VIE) · Nguyễn Thị Quyên · Trần Thị Việt Mỹ · Hoàng Thị Hoa                                                                                    |

## Kết quả chi tiết

### Nam

#### Chinlone-Linking
Vòng bảng
| Ghi chút | Ghi chút                                         |
| -------- | ------------------------------------------------ |
|          | Đội nhất bảng và nhì bảng lọt vào trận chung kết |

| Hạng | Đội             | Điểm |
| ---- | --------------- | ---- |
| 1    | Campuchia (CAM) | 318  |
| 2    | Lào (LAO)       | 289  |
| 3    | Malaysia (MAS)  | 208  |
| 3    | Singapore (SIN) | 112  |

"Final"
| Hạng | Đội             | Điểm |
| ---- | --------------- | ---- |
| 1    | Campuchia (CAM) | 308  |
| 2    | Lào (LAO)       | 299  |

Report[Bị chiếm đoạt!]

## Bảng huy chương
| Hạng                | Đoàn                | Vàng | Bạc | Đồng | Tổng số |
| ------------------- | ------------------- | ---- | --- | ---- | ------- |
| 1                   | Thái Lan (THA)      | 5    | 1   | 0    | 6       |
| 2                   | Myanmar (MYA)       | 3    | 3   | 0    | 6       |
| 3                   | Malaysia (MAS)      | 1    | 2   | 2    | 5       |
| 4                   | Campuchia (CAM)     | 1    | 0   | 1    | 2       |
| 5                   | Lào (LAO)           | 0    | 2   | 3    | 5       |
| 6                   | Singapore (SIN)     | 0    | 1   | 7    | 8       |
| 7                   | Philippines (PHI)   | 0    | 1   | 1    | 2       |
| 8                   | Brunei (BRU)        | 0    | 0   | 2    | 2       |
| 8                   | Indonesia (INA)     | 0    | 0   | 2    | 2       |
| 8                   | Việt Nam (VIE)      | 0    | 0   | 2    | 2       |
| Tổng số (10 đơn vị) | Tổng số (10 đơn vị) | 10   | 10  | 20   | 40      |